# 5571 Lesliegreen
5571 Lesliegreen este un asteroid din centura principală, descoperit pe 1 iunie 1978, de Karl Kamper.